# Kireevsk
Kireevsk è una città della Russia europea centrale (oblast' di Tula). Appartiene amministrativamente al rajon Kireevskij, del quale è il capoluogo.
Sorge nella parte centrale della oblast', sulle sponde del fiume Olen', 40 chilometri a sudest del capoluogo regionale Tula.